# 石巻市立稲井中学校
石巻市立稲井中学校（いしのまきしりつ いないちゅうがっこう）は、宮城県石巻市真野に所在する公立中学校。

## 生徒数
- 生徒数 - 174人
  - 1年生 - 55人
  - 2年生 - 54人
  - 3年生 - 65人

2022年（令和4年）4月1日現在。

## 沿革
- 1947年（昭和22年）4月 - 稲井村立稲井中学校として開校する[1]。
- 1959年（昭和34年）4月 - 町制施行に伴い、稲井町立稲井中学校に改称する[1]。
- 1967年（昭和42年）3月 - 稲井町と石巻市の合併に伴い、石巻市立稲井中学校に改称する[1]。
- 1981年（昭和56年）3月 - 校舎を新築し、移転する[1]。

## 通学区域
- 美園一丁目・二丁目・三丁目
- 新栄一丁目・二丁目
- 開成
- 南境
- 大瓜
- 高木
- 水沼
- 真野
- 沼津
- 井内
- 根岸
- 沢田字（志の畑、折立、折立入山、日影山、折立入、折立山、沢田、上の台、流留境畑、大畑、沢田入、奈良松山、前山、行兼山、京ヶ森、大蛇峯、泥木山、待大蛇峯山を除く）

2020年（令和2年）12月末現在。